# Pixodesmus gracilis
Pixodesmus gracilis är en mångfotingart som beskrevs av Carl 1926. Pixodesmus gracilis ingår i släktet Pixodesmus och familjen fingerdubbelfotingar. Inga underarter finns listade i Catalogue of Life.